# Black Order (truyện tranh)
Black Order (hay Cull Obsidian) là một hội gồm các sinh vật phản diện hư cấu sống ngoài vũ trụ trong truyện tranh Marvel Comics của Mỹ. Các thành viên trong hội gồm: Thanos (chủ), Black Dwarf, Corvus Glaive, Ebony Maw, Proxima Midnight và Supergiant.

## Thành viên
- Black Dwarf - Một thành viên của Black Order có sức mạnh siêu phàm, sức mạnh của hắn là sự bền bỉ cùng lớp da dày không thể xuyên thủng.  Anh là anh trai của Corvus Glaive. Hắn ta bị giết bởi Ronan the Accuser.[5]
- Corvus Glaive - Là một chiến tướng, một thành viên được Thanos đặc biệt tin cẩn và giao đi làm những nhiệm vụ bất khả thi,[6] hắn sở hữu sức mạnh, tốc độ và sức bền, vũ khí của hắn là một thứ có hình dạng như một thanh đao (glaive) và có thể cắt xuyên mọi thứ. Thanh đao trở thành vật bất ly thân của hắn, ngoài là một thứ vũ khí đáng gờm nó còn cho hắn một thứ, đó là sự bất tử. Hắn đã tự sát để tránh bị Thanos giết.[7]
- Ebony Maw - Một thành viên của Black Order có trí tuệ ở trình độ thiên tài hắn ta còn sở hữu ma thuật và khả năng thao túng người khá.Hắn sử dụng một thiết bị dịch chuyển tức thời và tạo ra trường lực.
- Proxima Midnight - Một thành viên của Black Order và là vợ của Corvus Glaive. Cô ả là một chiến binh cận chiến bậc thầy, sở hữu siêu sức mạnh và là một chiến binh lỳ đòn không kém Black Dwarf.  Cây thương của ả được tạo thành từ một ngôi sao chết, nó có thể đâm xuyên qua bất kỳ vật thể nào, ngoài ra, nó còn có thể biến thành chùm ánh sáng với sức sát thương lớn.  Ả bị giết bởi Hela.[8]
- Supergiant - Một thành viên của Black Order có khả năng ngoại cảm.  Cô ả bị hạ gục bởi Lockjaw, nhưng sau đó trở lại như một sinh vật có năng lượng tâm linh.

Ngoài ra nhóm còn có một số nhân vật khác trong các truyện tranh khác như Black Swan, Coven - Một bộ ba ba phù thủy vô danh.  Sau cái chết của Corvus Glaive, Coven vẫn liên minh với Thanos.

## TrongVũ trụ Điện ảnh Marvel
Ebony Maw, Black Dwarf (được đổi tên thành Cull Obsidian), Proxima Midnight và Corvus Glaive xuất hiện trong bộ phim Avengers: Cuộc chiến vô cực (2018), nơi họ được gọi là "Những đứa trẻ của Thanos".   Tom Vaughan-Lawlor lồng tiếng và thực hiện đóng vai cho Ebony Maw, Terry Notary và Cull Obsidian, Carrie Coon lồng tiếng và vào vai cho Proxima Midnight,  và Michael James Shaw lồng tiếng và đóng vai cho Corvus Glaive.   Đạo diễn Joe và Anthony Russo đã thực hiện một số quyền tự do sáng tạo với mô tả của nhóm, đáng chú ý nhất là loại trừ thành viên thứ năm Supergiant để "hợp nhất".   Những thay đổi khác bao gồm đổi tên Lùn đen, mô tả nhóm là "Những đứa con của Thanos" và thay đổi khả năng của nhóm cho phù hợp với bộ phim.  Hỗ trợ Thanos trong việc tìm kiếm những Viên đá Vô cực, họ được gửi đến Trái đất để lấy Viên đá Thời gian và Tâm trí, trong khi Thanos, đã có viên đá Sức mạnh và Không gian, đi đến Knowhere để lấy Viên đá Thực tại.  Không thể lấy Viên đá Thời gian ra khỏi Mắt của Agamotto, thứ mà Doctor Strange đeo trong bùa hộ mệnh, Maw và Obsidian đã bắt cóc anh ta, trong khi Glaive và Midnight cố gắng đánh cắp Viên đá Tâm trí khỏi Vision.  Trong suốt quá trình của bộ phim, mỗi người đều bị đánh bại bởi các siêu anh hùng mà họ phải đối mặt: Maw bị Iron Man đánh bại, Obsidian bởi Bruce Banner (trong bộ giáp Hulkbuster), Midnight bởi Scarlet Witch và Glaive bởi Vision.